# Царь Фердинанд (пароход)
«Царь Фердинанд» — пароход, находившийся в составе военно-морского флота Германской империи и военно-морского флота Болгарии во время первой мировой войны.

## Описание парохода
Судно представляло собой 59-метровый грузопассажирский пароход.
Во время военной службы было вооружено двумя открыто установленными 53-мм артиллерийскими орудиями и двумя станковыми пулемётами MG.

## История службы
Пароход D.IV был построен на судостроительной верфи в городе Регенсбург (Германская империя), в апреле 1916 года он был мобилизован в состав немецкого военного флота, вооружён и зачислен в состав немецкой судоходной группы на Дунае (FECH-Schiffahrtsgruppe Donau), затем передан немецкой Дунайской полуфлотилии как сторожевое судно (Wachschiff) «Maritza». С 1917 года использовался в качестве гидрографического судна.
21 июля 1917 года был передан Болгарии, получил новое имя - «Цар Фердинанд» (в честь болгарского царя Фердинанда I) и был зачислен в состав болгарской Дунайской флотилии. Использовался в качестве транспорта.
29 сентября 1918 года в Салониках Болгария подписала перемирие со странами Антанты. По его условиям болгарская армия была обязана немедленно оставить все занятые территории Сербии и Греции, провести демобилизацию, а всё вооружение и боеприпасы должны были складироваться под контролем войск Антанты.
30 сентября 1918 года перемирие вступило в силу, войска Антанты заняли территорию страны, судно оказалось в распоряжении оккупационных войск и было разоружено. В 1919 году пароход был передан французским оккупационным силам в качестве репараций (установленных после подписания Нёйиского мирного договора)
В январе 1920 года в ходе Одесской эвакуации на нём эвакуировались в порт Варна кадеты 1-5 классов Одесского и Киевского кадетских корпусов.
До 1939 года служил во французской пароходной компании.